# La zia e il poltrone
La zia e il poltrone (The Aunt and the Sluggard) è un racconto dello scrittore britannico P. G. Wodehouse, pubblicato per la prima volta in volume nel 1919 nella raccolta di racconti My Man Jeeves e successivamente nella raccolta Carry on, Jeeves. La prima traduzione del racconto in lingua italiana, ad opera di Silvio Spaventa Filippi, è del 1928.

## Storia editoriale
Il racconto è stato pubblicato per la prima volta nella rivista statunitense The Saturday Evening Post del 22 aprile 1916 e successivamente nel mensile britannico The Strand Magazine dell'agosto 1916; le due versioni erano pressoché identiche, differendo solo per pochi vocaboli. Entrambe le versioni erano illustrate: quella del Saturday Evening Post era illustrata da Tony Sarg, quella dello Strand Magazine da Alfred Leete. Nel maggio 1919 il racconto fu pubblicato nella raccolta My Man Jeeves; tuttavia il volume, stampato su carta scadente, non ebbe successo. La raccolta My man Jeeves, peraltro, non è stata mai tradotta in lingua italiana. Successivamente il racconto è stato pubblicato nel volume Carry on, Jeeves nel 1925, tradotto in italiano per la prima volta nel 1928.

## Trama
Bertie Wooster, l'io narrante, risiede temporaneamente a New York col fido valletto Jeeves. Il suo amico Rocky Todd, un poeta indolente («il più pigro giovane d'America») che ama vivere in campagna, gli chiede aiuto. Rocky ha una ricca zia, Miss Isabel Rockmetteller, che vive lontano da New York ma desidererebbe partecipare indirettamente, tramite il nipote, alla vita mondana della metropoli. La zia Isabel ha scritto a Rocky che gli verserà un cospicuo assegno mensile purché il nipote la informi ogni settimana per lettera sulle novità della New York mondana. Il pigro nipote odia la città ma non vuole contrariare la ricca zia e non sa come fare. Bertie propone a Jeeves di scrivere regolarmente qualcosa sulla vita mondana newyorkese da inviare a Rocky il quale, a sua volta, utilizzerà gli appunti del valletto per le lettere che dovrà spedire settimanalmente alla zia.

Qualche settimana dopo, la zia Isabel appare all'improvviso nell'appartamento newyorkese di Bertie, che l'anziana signora pensa appartenga a Rocky. Bertie dice a Miss Isabel di essere un ospite temporaneo di Rocky, quindi avverte con un telegramma Rocky di venire immediatamente in città. Poiché la zia si mostra infastidita dalla presenza in casa di estranei, Bertie lascia la sua abitazione per prendere alloggio in un albergo da solo, senza Jeeves che la zia ritiene sia il valletto di Rocky. Si apprende che l'arrivo di Miss Isabel è stato determinato involontariamente dalle lettere del nipote, ricche di particolari divertenti ed eccitanti sulla vita newyorkese. La zia ha perciò deciso di trasferirsi definitivamente a New York, alloggiare nell'abitazione del nipote, prender parte direttamente alla vita mondana della metropoli, esimere Rocky dalla redazione del rapporto settimanale ormai inutile e interrompere l'invio al nipote dell'assegno mensile quale compenso per il suddetto rapporto. La nuova situazione è difficile sia per Bertie, costretto ad alloggiare in albergo senza Jeeves, sia per Rocky, costretto a partecipare alla frenetica vita mondana nell'odiata metropoli.

Sarà Jeeves a sciogliere l'intricata e scomoda situazione: accompagna "per errore" Miss Isabel a una riunione dove il predicatore evangelico Jimmy Mundy parla contro la vita peccaminosa di New York. L'oratore è molto convincente: Miss Isabel si converte e implora il nipote di abbandonare la città e accompagnarla in una tranquilla località di campagna dove intende trascorrere, in compagnia del nipote, il resto dei suoi giorni.

## Critica
Il titolo originale inglese "The Aunt and the Sluggard" allude a "The Ant and the Grasshopper", il titolo più comune della famosa favola di Esopo La cicala e la formica; l'allusione si perde nel titolo in italiano. Il titolo "The Aunt and the Sluggard" è inoltre un gioco di parole ispirato al versetto 6,6 del Libro dei Proverbi (Nella Bibbia di re Giacomo: «Go to the ant, thou sluggard», «Va' dalla formica, o poltrone»). Il personaggio di Jimmy Mundy è ispirato al predicatore evangelico statunitense Billy Sunday.
Come nelle altre opere di Wodehouse della serie "Jeeves e Bertie Wooster", il linguaggio è la maggior fonte di ilarità e il segno distintivo dello stile dell'autore. Fonte di ilarità è il contrasto tra il registro linguistico del servitore (Jeeves) e quello del suo datore di lavoro (Bertie Wooster), a cui consegue talora quello che Kristin Thompson ha definito "translation device" ("dispositivo di traduzione"): Bertie ripete con un linguaggio colloquiale le affermazioni di Jeeves quasi volesse tradurre per i presenti ciò che è stato espresso poco prima in una lingua straniera o quanto meno poco comprensibile. Ad esempio, Jeeves espone con un eloquio complesso e quasi aulico il piano col quale Rocky deve scrivere alla zia Isabel le lettere settimanali sulla mondanità di New York, e Bertie traduce per Rocky il piano di Jeeves nel linguaggio quotidiano; gli effetti umoristici derivano dal fatto che la divulgazione di Bertie è molto più breve dell'eloquio ricercato e solenne di Jeeves. Mentre il linguaggio di Jeeves è ricco di citazioni precise di Shakespeare o di poeti classici, anche Bertie Wooster talora cita opere letterarie che verosimilmente ha studiato a scuola; le citazioni di Bertie sono tuttavia per lo più allusioni approssimative, più che citazioni esatte.

### Edizioni

#### Originali
- (EN) Carry On, Jeeves, London, Herbert Jenkins, 1925.
- (EN) Carry On, Jeeves, Leipzig, B. Tauchnitz, 1925.
- (EN) Carry On, Jeeves, New York, George H. Doran, 1927.

#### Traduzioni
- Avanti, Jeeves!: romanzo umoristico inglese, traduzione di Silvio Spaventa Filippi, Milano, Monanni, 1928.
- Avanti, Jeeves!: romanzo umoristico inglese, traduzione di Silvio Spaventa Filippi, Milano, Bietti, 1933.
- La zia e il poltrone, in Avanti, Jeeves!, traduzione di Silvio Spaventa Filippi, revisione di Claudio Redi, Milano, Bietti, 1973,  pp. 105-136.
- Avanti, Jeeves!, traduzione di Franco Salvatorelli, Milano, Mursia, 1991, ISBN 88-425-2680-0.
- Avanti, Jeeves!, traduzione di Tracy Lord, Milano, Polillo, 2011, ISBN 978-88-8154-293-2.

### Fonti critiche
- (EN) Nigel Cawthorne, A Brief Guide to Jeeves and Wooster, London, Constable & Robinson, 2013, ISBN 978-1-78033-824-8.
- (EN) Robert A., Jr. Hall, The Comic Style of P. G. Wodehouse, Hamden, Archon Books, 1974, ISBN 0-208-01409-8.
- (EN) Eileen McIlvaine, Louise S. Sherby e James H. Heineman, P. G. Wodehouse: A Comprehensive Bibliography and Checklist, New York, James H. Heineman Inc., 1990, ISBN 978-0-87008-125-5.
- (EN) David A. Jasen, P.G.Wodehouse: a portrait of a master, New York, Mason & Lipscomb, 1974, ISBN 0884050106.
- (EN) Kristin Thompson, Wooster Proposes, Jeeves Disposes or Le Mot Juste, New York, James H. Heineman, Inc., 1992, ISBN 0-87008-139-X.
- (EN) Gabriella Valentino, Italian Translations of the Works of P.G.Wodehouse: an Epistemic Approach. Doctoral thesis, Swansea, Swansea University, 2017.